# 中阿赫图巴
中阿赫图巴（羅馬化：Srednyaya Akhtuba）是俄罗斯伏尔加格勒州的市级镇、中阿赫图巴区行政中心，位于伏尔加河支流阿赫图巴河畔，在州府伏尔加格勒东侧。
该地2021年人口有14,259人；2010年人口14,431；2002年人口13,856；1989年人口11,445。